# Limburg (Hà Lan)
Limburg phát âmⓘ (tiếng Hà Lan và tiếng Limburg: (Nederlands) Limburg) là tỉnh cực nam trong 12 tỉnh của Hà Lan. Tỉnh này giáp các tỉnh Limburg, Liège của Bỉ về phía nam và phía tây, giáp bang Nordrhein-Westfalen của Đức về phía đông, giáp Noord-Brabant một phần ở phía tây, và giáp tỉnh Gelderland về phía bắc. Tỉnh lỵ là Maastricht.